# Stada

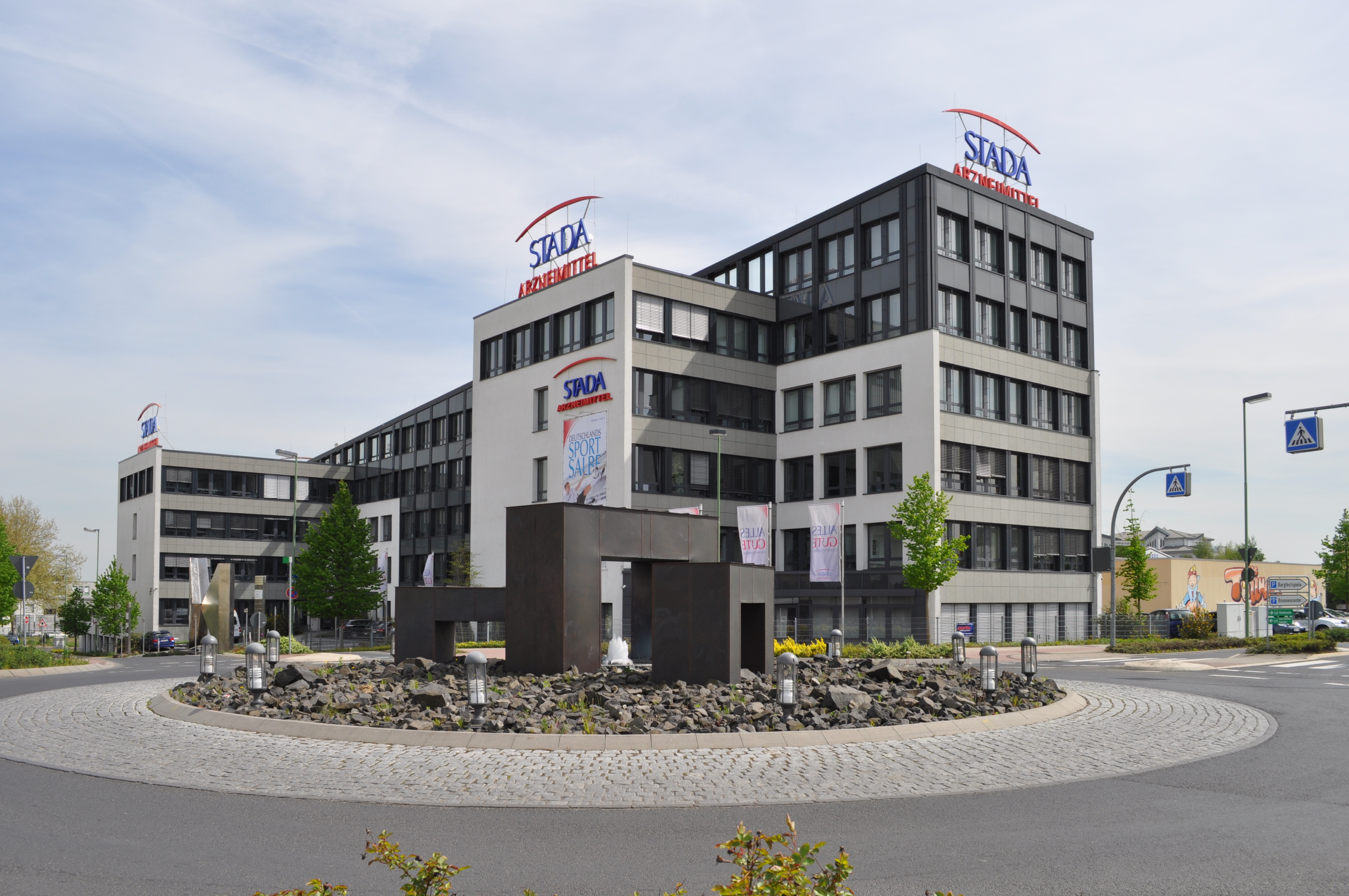
Unternehmenszentrale in Bad Vilbel

Die Stada Arzneimittel Aktiengesellschaft (Eigenschreibweise: STADA) ist ein deutscher Pharmakonzern mit Stammsitz im hessischen Bad Vilbel, der sich auf die Herstellung von Generika und rezeptfreien apothekenpflichtigen Arzneimitteln spezialisiert hat. Bekannte Produkte sind, neben den umsatzstarken Generika Paracetamol und Lactulose, das Parkinsonmittel Apo-Go, das Kombinationspräparat für Erkältungskrankheiten Grippostad C, das Sonnenschutzmittel Ladival, das Elektrolyt-Pulver Elotrans und das Antiphlogistikum/Analgetikum Mobilat.

## Geschichte

### 1895–1970

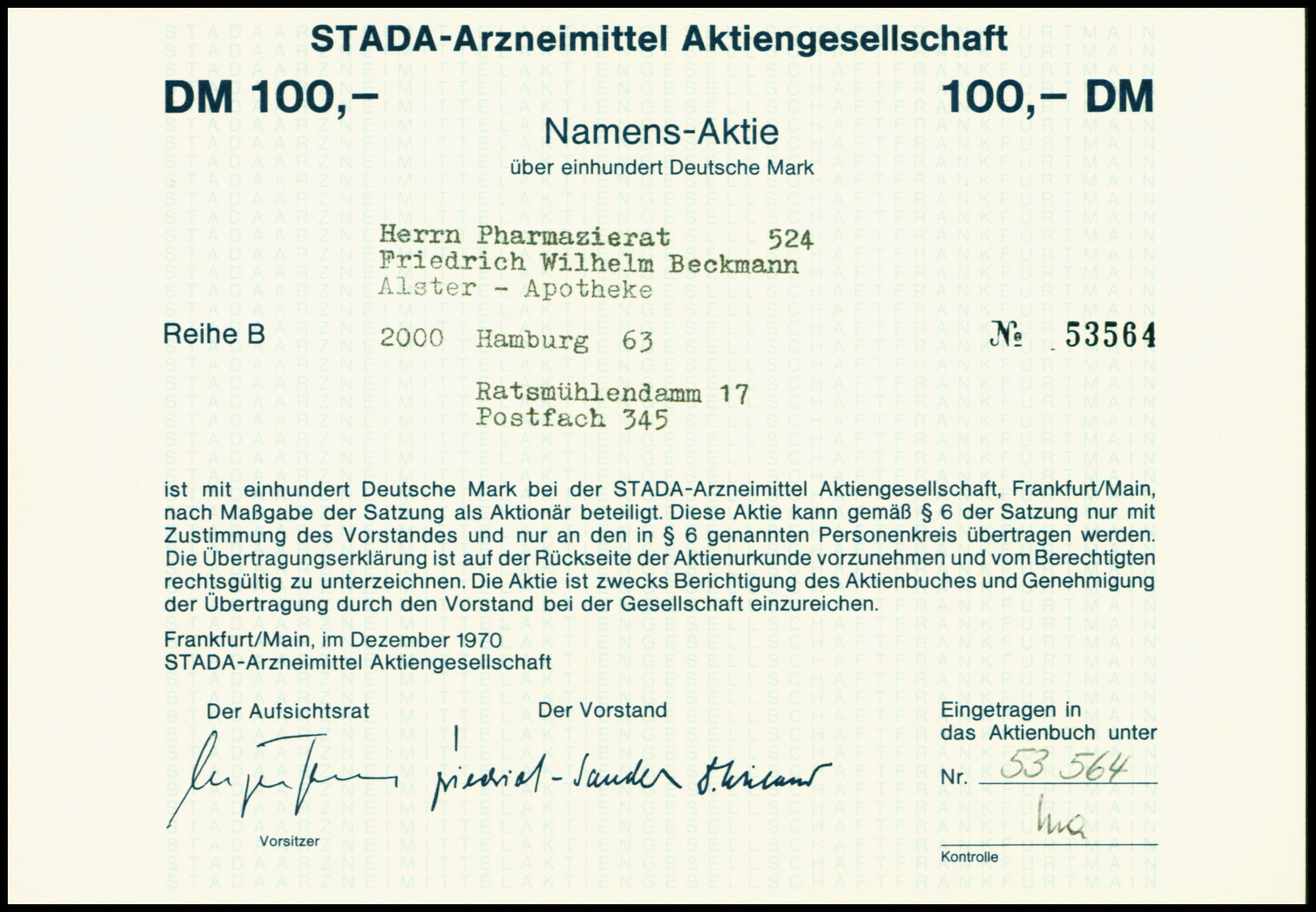
Namensaktie über 100 DM der Stada Arzneimittel AG vom Dezember 1970

Stada wurde 1895 in Dresden als Genossenschaft der Apotheker gegründet. Stada ist die Abkürzung für Standardarzneimittel Deutscher Apotheker. Nach dem Zweiten Weltkrieg wurde das Unternehmen nach Essen und Tübingen verlegt, 1956 stand ein erneuter Umzug nach Bad Vilbel an.

### 1970–1993 AG mit vinkulierten Namensaktien für Apotheker
1970 wurde die Stada in eine Aktiengesellschaft umgewandelt. Aktien wurden damals nur an Apotheker als vinkulierte Namensaktien ausgegeben. Fünf Jahre später begann der Einstieg der Stada in das Geschäft mit Nachahmerpräparaten, deren Patentschutz abgelaufen war (Generika). 1986 begann Stada international zu expandieren und kaufte bzw. gründete Unternehmen in der Schweiz und in Österreich. Kurze Zeit später wurden weitere Auslandsfilialen in den Niederlanden und Belgien (1991) sowie in Asien (1992) eingerichtet.

### 1993–2018 AG mit freiem Börsenhandel
1993 entfiel die Beschränkung auf die Aufnahme von Apothekern und Firmenangestellten als Aktionäre. Als zweites Standbein erwarb das Unternehmen 1996 den Generikavertrieb Aliud Pharma und expandierte weiter nach Frankreich und Tschechien. Über Aliud Pharma als Kooperationspartner hat Stada eine Verbindung zu einem Praxisprogramm für Ärzte. 1997 wurde durch eine Kapitalerhöhung der Kreis der Aktionäre weiter verbreitert.
Per 23. Juli 2001 wurde das Unternehmen in den MDAX aufgenommen, in dem es bis zum 18. Juni 2018 verblieb. Bis 2006 erfolgten weitere Auslandsaquisitionen in Dänemark, Spanien, Italien, Großbritannien, Russland, Serbien, Portugal und Asien. Im Januar 2009 erfolgte die Übernahme des dänischen Pharmaunternehmens Dermalog ApS.
Im Juni 2016 schied der langjährige Konzernchef Hartmut Retzlaff aus. Vorangegangen war eine Veröffentlichung über seine Verflechtungen. Im August 2016 wurde der Aufsichtsratsvorsitzende Martin Abend in einer mehr als dreizehnstündigen Hauptversammlung abgewählt.

### Übernahme 2018
Im April 2017 unterzeichnete Stada eine Vereinbarung zur Übernahme durch ein Konsortium der Investmentfirmen Bain Capital und Cinven. Zu deren Inkrafttreten hätten die bisherigen Aktionäre dem Konsortium mindestens eine Quote von 75 % der Anteile (später auf 67,5 % gesenkt) andienen müssen, die jedoch bis Ende der Frist am 26. Juni 2017 knapp nicht erreicht wurde.
In der Folge legten der Vorstandsvorsitzende Matthias Wiedenfels und der Vorstand für Finanzen, Marketing und Vertrieb, Helmut Kraft, ihre Ämter nieder. Den Vorstandsvorsitz sowie die Ressorts Marketing und Vertrieb übertrug Stada interimistisch bis Jahresende Engelbert Coster Tjeenk Willink; neuer Finanzvorstand wurde Bernhard Düttmann.
Eine Mehrheit von 93,67 % hielt im November 2018 nach einem geringfügig verbesserten Übernahmeangebot der Finanzinvestor Bain Capital. Die übrigen rund 6 Prozent befanden sich im Streubesitz. Stada leitete danach ein Delisting ein, das an der Frankfurter Börse mit dem 27. November 2018 und an der Düsseldorfer Börse mit dem 3. Dezember 2019 wirksam wurde. Die Aktie wurde aber weiterhin im Freiverkehr der Hamburger Börse gehandelt. Am 6. November 2020 wurde der Squeeze-Out der nunmehr weniger als 5 Prozent freien Aktionäre zu einem Preis von 98,51 € wirksam und damit der Börsenhandel endgültig eingestellt.

### Seit 2020 unnotierte AG
Im Oktober 2020 folgte die Übernahme des Anbieters einer Parkinson-Therapie, die schwedische Lobsor Pharmaceuticals.
Während sich zahlreiche andere Unternehmen nach Beginn des russischen Angriffskriegs gegen die Ukraine aus Russland zurückzogen, behielt Stada das Geschäft zunächst und erhöhte 2022 den Umsatz um 17 Prozent. Zum Ende des dritten Quartals 2023 spaltete das Unternehmen die Geschäfte in Russland schließlich ab.
2023 erhielt das Elektrolyt-Pulver Elotrans mediale Aufmerksamkeit, das unter dem Namen Elotrans reload als Mittel gegen Kater vermarktet wird.

## Vergünstigungen für Ärzte
Im November 2005 berichtete der Stern, das Unternehmen Stada habe mit einer Praxissoftware namens Compumed Ärzte bei der Verschreibung beeinflusst.

## Produktionsstätten
Pharmazeutische Produktionsstätten von Stada in Europa befinden sich in:
- Bad Vilbel (Deutschland)
- Banja Luka (Bosnien-Herzegowina)
- Clonmel (Irland)
- Dobovac, Šabac und Vršac (Serbien)
- Moskau (zwei Standorte), Nischni Nowgorod, Obninsk und in der Oblast Rjasan (Russland)
- Podgorica (Montenegro)

In Asien wird an folgenden Orten produziert:
- Peking (Volksrepublik China)
- Ho-Chi-Minh-Stadt (zwei Standorte) (Vietnam)